# 코디 (소프트웨어)
코디(Kodi, 이전 이름: XBMC)는 비영리 기술 컨소시엄인 XBMC 재단이 개발한 자유-오픈 소스 미디어 플레이어 응용 소프트웨어이다. 여러 운영 체제와 하드웨어 플랫폼을 지원하며 텔레비전과 리모컨 이용을 위한 소프트웨어 10피트 유저인터페이스를 갖추고 있다. 사용자가 비디오, 음악, 팟캐스트, 인터넷의 비디오, 로컬 및 네트워크 스토리지 미디어의 모든 디지털 미디어 파일을 포함, 대부분의 스트리밍 미디어를 재생하고 볼 수 있다.
홈 시어터 PC(HTPC) 이용을 위해 윈도우 미디어 센터의 멀티 플랫폼 대안으로 유명하다.
2014년 8월 1일, 버전 14를 기점으로 XMBC는 공식적으로 이름이 코디(Kodi)로 변경되었다. 2015년 11월 10일 코디 상표가 XBMC 재단에 제공되었다.
한국어를 포함하여 70 개 이상의 언어를 사용할 수 있다.

## 같이 보기
- 홈 시어터 PC